# 稻富祐直

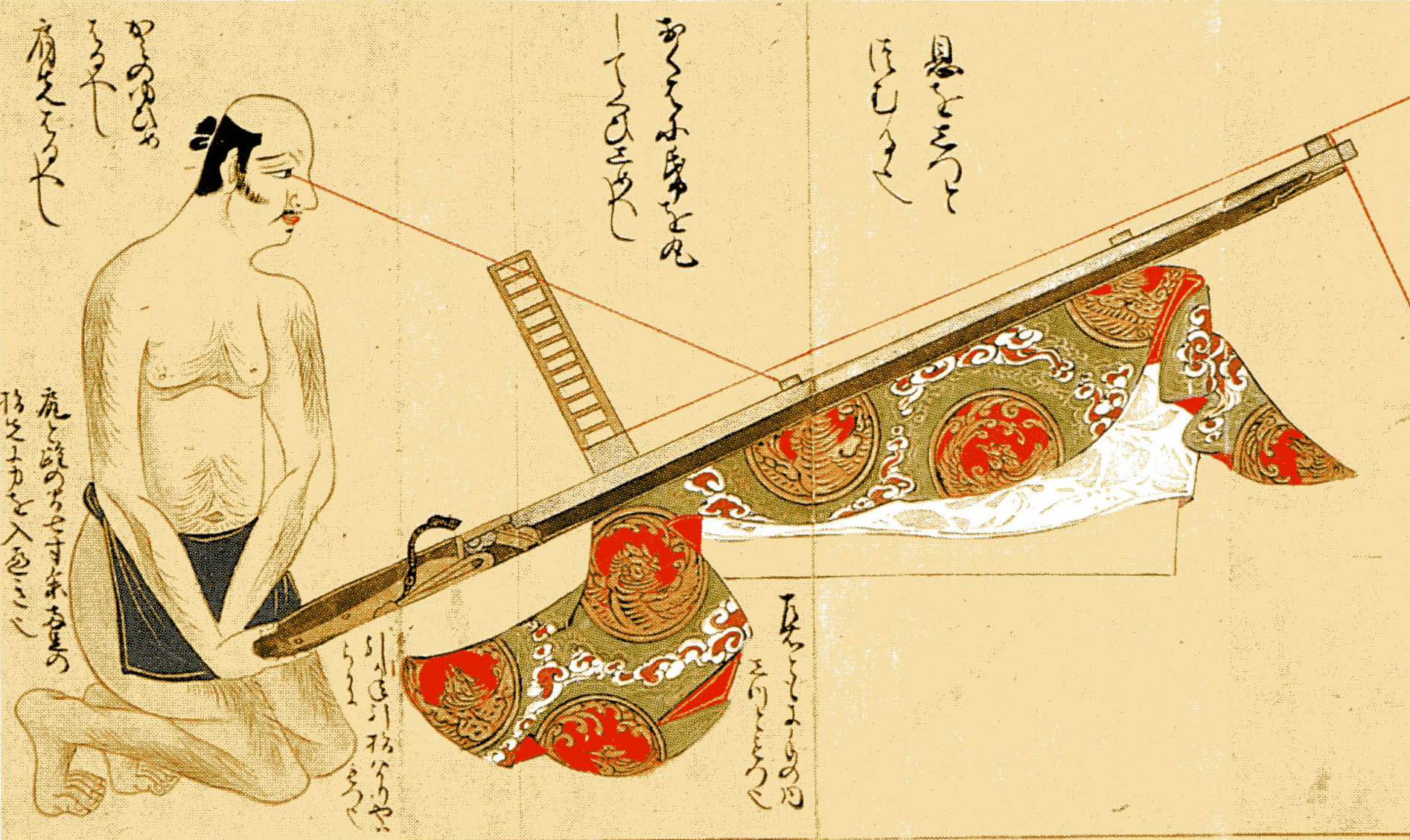
稻富流砲術秘傳書（大阪城天守閣所藏）

稻富祐直（1552年－1611年3月20日）是日本戰國時代至江戶時代初期的武將、砲術家。稻富流砲術創始者。父親是稻富直秀。丹後國弓木城城主。別名直家。

## 生平
在天文21年（1552年）出生。向祖父稻富祐秀學習砲術，之後繼續發展，創始出稻富流砲術。因為在合戰中重疊穿著二重具足（盔甲），有二領具足的異名（與長宗我部氏的一領具足完全沒有關係）。
最初仕於丹後一色氏，在主家滅亡後仕於細川忠興。慶長2年（1597年），在慶長之役中，於蔚山倭城中堅守並奮戰。慶長5年（1600年），在關原之戰中，居於細川氏的大坂屋敷，負責警護忠興的妻子細川加西亞，但是在加西亞被捲入石田三成的人質作戰而死去後，受到砲術弟子的幫助而從屋敷中逃亡。因此在戰後受到忠興怨恨而幾乎被殺，但是德川家康很賞識祐直的砲術能力和知識而為其助命。
之後，仕於松平忠吉和德川義直。後來剃髪並號一夢、理齋。曾指導井伊直政、黑田長政、淺野幸長等。但是被加藤清正指責為沽名釣譽。
在慶長16年（1611年）死去。因為沒有兒子，收姐姐的兒子稻富秀明為養嗣子，但是秀明在正保年間死去，於是由秀明的弟弟秀隆成為繼承人。

## 登場作品
小説
- （作者：松本清張，講談社文庫（日语：講談社文庫））
- （作者：中村彰彦，收錄在德間文庫）
- （作者：松本清張，收錄在角川文庫）